# オーストラリアグランプリ (ロードレース)
オーストラリアグランプリ（オーストラリアGP、Australian Grand Prix ）はロードレース世界選手権の一戦としてオーストラリアで開催されるオートバイレースのイベントである。

## 概要
1989年から開催されており、フィリップ・アイランド・サーキットが開催地となっている。2020年と2021年は新型コロナウイルスのため中止された。

## 歴代優勝者
| 年   | サーキット             | 125cc                                          | 250cc                                          | 500cc                                          | 結果                                           |
| ---- | ---------------------- | ---------------------------------------------- | ---------------------------------------------- | ---------------------------------------------- | ---------------------------------------------- |
| 1989 | フィリップ・アイランド | アレックス・クリビーレ                         | シト・ポンス                                   | ワイン・ガードナー                             | 詳細                                           |
| 1990 | フィリップ・アイランド | ロリス・カピロッシ                             | ジョン・コシンスキー                           | ワイン・ガードナー                             | 詳細                                           |
| 1991 | イースタン・クリーク   | ロリス・カピロッシ                             | ルカ・カダローラ                               | ウェイン・レイニー                             | 詳細                                           |
| 1992 | イースタン・クリーク   | ラルフ・ウォルドマン                           | ルカ・カダローラ                               | ミック・ドゥーハン                             | 詳細                                           |
| 1993 | イースタン・クリーク   | ダーク・ラウディス                             | 原田哲也                                       | ケビン・シュワンツ                             | 詳細                                           |
| 1994 | イースタン・クリーク   | 坂田和人                                       | マックス・ビアッジ                             | ジョン・コシンスキー                           | 詳細                                           |
| 1995 | イースタン・クリーク   | 青木治親                                       | ラルフ・ウォルドマン                           | ミック・ドゥーハン                             | 詳細                                           |
| 1996 | イースタン・クリーク   | ギャリー・マッコイ                             | マックス・ビアッジ                             | ロリス・カピロッシ                             | 詳細                                           |
| 1997 | フィリップ・アイランド | 上田昇                                         | ラルフ・ウォルドマン                           | アレックス・クリビーレ                         | 詳細                                           |
| 1998 | フィリップ・アイランド | 東雅雄                                         | バレンティーノ・ロッシ                         | ミック・ドゥーハン                             | 詳細                                           |
| 1999 | フィリップ・アイランド | マルコ・メランドリ                             | バレンティーノ・ロッシ                         | 岡田忠之                                       | 詳細                                           |
| 2000 | フィリップ・アイランド | 東雅雄                                         | オリビエ・ジャック                             | マックス・ビアッジ                             | 詳細                                           |
| 2001 | フィリップ・アイランド | 宇井陽一                                       | 加藤大治郎                                     | バレンティーノ・ロッシ                         | 詳細                                           |
| 年   | サーキット             | 125cc                                          | 250cc                                          | MotoGP                                         | 結果                                           |
| 2002 | フィリップ・アイランド | マヌエル・ポジャーリ                           | マルコ・メランドリ                             | バレンティーノ・ロッシ                         | 詳細                                           |
| 2003 | フィリップ・アイランド | アンドレア・バレリーニ                         | ロベルト・ロルフォ                             | バレンティーノ・ロッシ                         | 詳細                                           |
| 2004 | フィリップ・アイランド | アンドレア・ドヴィツィオーゾ                   | セバスチャン・ポルト                           | バレンティーノ・ロッシ                         | 詳細                                           |
| 2005 | フィリップ・アイランド | トーマス・ルティ                               | ダニ・ペドロサ                                 | バレンティーノ・ロッシ                         | 詳細                                           |
| 2006 | フィリップ・アイランド | アルバロ・バウティスタ                         | ホルヘ・ロレンソ                               | マルコ・メランドリ                             | 詳細                                           |
| 2007 | フィリップ・アイランド | ルーカス・ペセック                             | ホルヘ・ロレンソ                               | ケーシー・ストーナー                           | 詳細                                           |
| 2008 | フィリップ・アイランド | マイク・ディ・メッリオ                         | マルコ・シモンチェリ                           | ケーシー・ストーナー                           | 詳細                                           |
| 2009 | フィリップ・アイランド | フリアン・シモン                               | マルコ・シモンチェリ                           | ケーシー・ストーナー                           | 詳細                                           |
| 年   | サーキット             | 125cc                                          | Moto2                                          | MotoGP                                         | 結果                                           |
| 2010 | フィリップ・アイランド | マルク・マルケス                               | アレックス・デ・アンジェリス                   | ケーシー・ストーナー                           | 詳細                                           |
| 2011 | フィリップ・アイランド | サンドロ・コルテセ                             | アレックス・デ・アンジェリス                   | ケーシー・ストーナー                           | 詳細                                           |
| 年   | サーキット             | Moto3                                          | Moto2                                          | MotoGP                                         | 結果                                           |
| 2012 | フィリップ・アイランド | サンドロ・コルテセ                             | ポル・エスパルガロ                             | ケーシー・ストーナー                           | 詳細                                           |
| 2013 | フィリップ・アイランド | アレックス・リンス                             | ポル・エスパルガロ                             | ホルヘ・ロレンソ                               | 詳細                                           |
| 2014 | フィリップ・アイランド | ジャック・ミラー                               | マーベリック・ビニャーレス                     | バレンティーノ・ロッシ                         | 詳細                                           |
| 2015 | フィリップ・アイランド | ミゲル・オリベイラ                             | アレックス・リンス                             | マルク・マルケス                               | 詳細                                           |
| 2016 | フィリップ・アイランド | ブラッド・ビンダー                             | トーマス・ルティ                               | カル・クラッチロー                             | 詳細                                           |
| 2017 | フィリップ・アイランド | ジョアン・ミル                                 | ミゲル・オリベイラ                             | マルク・マルケス                               | 詳細                                           |
| 2018 | フィリップ・アイランド | アルベルト・アレナス                           | ブラッド・ビンダー                             | マーベリック・ビニャーレス                     | 詳細                                           |
| 2019 | フィリップ・アイランド | ロレンツォ・ダッラ・ポルタ                     | ブラッド・ビンダー                             | マルク・マルケス                               | 詳細                                           |
| 2020 | フィリップ・アイランド | 新型コロナウイルス感染症の世界的流行により中止 | 新型コロナウイルス感染症の世界的流行により中止 | 新型コロナウイルス感染症の世界的流行により中止 | 新型コロナウイルス感染症の世界的流行により中止 |
| 2021 | フィリップ・アイランド | 新型コロナウイルス感染症の世界的流行により中止 | 新型コロナウイルス感染症の世界的流行により中止 | 新型コロナウイルス感染症の世界的流行により中止 | 新型コロナウイルス感染症の世界的流行により中止 |
| 2022 | フィリップ・アイランド | イサン・ゲバラ                                 | アロンソ・ロペス                               | アレックス・リンス                             | 詳細                                           |
| 2023 | フィリップ・アイランド | デニス・オンジュ                               | トニー・アルボリーノ                           | ヨハン・ザルコ                                 | 詳細                                           |
| 2024 | フィリップ・アイランド | ダビド・アロンソ                               | フェルミン・アルデゲル                         | マルク・マルケス                               | 詳細                                           |

## オーストラリアGPが開催されたサーキット

フィリップ・アイランド・サーキット
南緯38度30分11秒 東経145度14分11秒 / 南緯38.50306度 東経145.23639度
イースタン・クリーク・レースウェイ
南緯33度48分15秒 東経150度52分14秒 / 南緯33.80417度 東経150.87056度